# Ordonnance de Brunoy
L'ordonnance de Brunoy est la première réglementation forestière en langue française connue. Elle fut édictée le 29 mai 1346 par Philippe VI de Valois dans son château de Brunoy, en forêt de Sénart. L'idée est de préserver les ressources forestières, comme le démontre son article 4 : « Les maîtres des eaux et forêts enquerront et visiteront toutes les forez et bois et feront les ventes qui y sont, en regard de ce que lesdites forez se puissent perpétuellement soustenir en bon estat »,. Cette politique de préservation de la forêt restera une constante de l'histoire de France, notamment avec Colbert[réf. nécessaire] et son ordonnance de 1669. Elle est reprise aujourd'hui dans le concept de développement durable.